# Charleston Open
Charleston Open – kobiecy turniej tenisowy kategorii WTA 500 zaliczany do cyklu WTA Tour. Rozgrywany na kortach ceglanych w amerykańskim Charleston.
Początki turnieju sięgają 1973 roku, kiedy to zawody miały miejsce w Hilton Head. Po dwóch latach imprezę przeniesiono do Amelia Island, skąd po dwóch latach turniej powrócił do Hilton Head i pozostał aż do 2000 roku. Od 2001 roku impreza rozgrywana jest w Charleston.

## Mecze finałowe

### Gra pojedyncza
| Rok  | Zwyciężczyni                                                                            | Finalistka                                                                              | Wynik                                                                                   |
| 2025 | Jessica Pegula                                                                          | Sofia Kenin                                                                             | 6:3, 7:5                                                                                |
| 2024 | Danielle Collins                                                                        | Darja Kasatkina                                                                         | 6:2, 6:1                                                                                |
| 2023 | Ons Jabeur                                                                              | Belinda Bencic                                                                          | 7:6(6), 6:4                                                                             |
| 2022 | Belinda Bencic                                                                          | Ons Jabeur                                                                              | 6:1, 5:7, 6:4                                                                           |
| 2021 | Astra Sharma (18/4)                                                                     | Ons Jabeur (18/4)                                                                       | 2:6, 7:5, 6:1                                                                           |
| 2021 | Wieronika Kudiermietowa (11/4)                                                          | Danka Kovinić (11/4)                                                                    | 6:4, 6:2                                                                                |
| 2020 | Turniej drużynowy zorganizowany dla lokalnego szpitala ze względu na pandemię COVID-19. | Turniej drużynowy zorganizowany dla lokalnego szpitala ze względu na pandemię COVID-19. | Turniej drużynowy zorganizowany dla lokalnego szpitala ze względu na pandemię COVID-19. |
| 2019 | Madison Keys                                                                            | Caroline Wozniacki                                                                      | 7:6(5), 6:3                                                                             |
| 2018 | Kiki Bertens                                                                            | Julia Görges                                                                            | 6:2, 6:1                                                                                |
| 2017 | Darja Kasatkina                                                                         | Jeļena Ostapenko                                                                        | 6:3, 6:1                                                                                |
| 2016 | Sloane Stephens                                                                         | Jelena Wiesnina                                                                         | 7:6(4), 6:2                                                                             |
| 2015 | Angelique Kerber                                                                        | Madison Keys                                                                            | 6:2, 4:6, 7:5                                                                           |
| 2014 | Andrea Petković                                                                         | Jana Čepelová                                                                           | 7:5, 6:2                                                                                |
| 2013 | Serena Williams                                                                         | Jelena Janković                                                                         | 3:6, 6:0, 6:2                                                                           |
| 2012 | Serena Williams                                                                         | Lucie Šafářová                                                                          | 6:0, 6:1                                                                                |
| 2011 | Caroline Wozniacki                                                                      | Jelena Wiesnina                                                                         | 6:2, 6:3                                                                                |
| 2010 | Samantha Stosur                                                                         | Wiera Zwonariowa                                                                        | 6:0, 6:3                                                                                |
| 2009 | Sabine Lisicki                                                                          | Caroline Wozniacki                                                                      | 6:2, 6:4                                                                                |
| 2008 | Serena Williams                                                                         | Wiera Zwonariowa                                                                        | 6:4, 3:6, 6:3                                                                           |
| 2007 | Jelena Janković                                                                         | Dinara Safina                                                                           | 6:2, 6:2                                                                                |
| 2006 | Nadieżda Pietrowa                                                                       | Patty Schnyder                                                                          | 6:3, 4:6, 6:1                                                                           |
| 2005 | Justine Henin-Hardenne                                                                  | Jelena Diemientjewa                                                                     | 7:5, 6:4                                                                                |
| 2004 | Venus Williams                                                                          | Conchita Martínez                                                                       | 2:6, 6:2, 6:1                                                                           |
| 2003 | Justine Henin-Hardenne                                                                  | Serena Williams                                                                         | 7:6(5), 6:4                                                                             |
| 2002 | Iva Majoli                                                                              | Patty Schnyder                                                                          | 6:3, 6:4                                                                                |
| 2001 | Jennifer Capriati                                                                       | Martina Hingis                                                                          | 6:0, 4:6, 6:4                                                                           |
| 2000 | Mary Pierce                                                                             | Arantxa Sánchez Vicario                                                                 | 6;1, 6:0                                                                                |
| 1999 | Martina Hingis                                                                          | Anna Kurnikowa                                                                          | 6:4, 6:3                                                                                |
| 1998 | Amanda Coetzer                                                                          | Irina Spîrlea                                                                           | 6:3, 6:4                                                                                |
| 1997 | Martina Hingis                                                                          | Monica Seles                                                                            | 3:6, 6:3, 7:6(5)                                                                        |
| 1996 | Arantxa Sánchez Vicario                                                                 | Barbara Paulus                                                                          | 6:2, 2:6, 6:2                                                                           |
| 1995 | Conchita Martínez                                                                       | Magdalena Maleewa                                                                       | 6:1, 6:1                                                                                |
| 1994 | Conchita Martínez                                                                       | Natalla Zwierawa                                                                        | 6:4, 6:0                                                                                |
| 1993 | Steffi Graf                                                                             | Arantxa Sánchez Vicario                                                                 | 7:6(8), 6:1                                                                             |
| 1992 | Gabriela Sabatini                                                                       | Conchita Martínez                                                                       | 6:1, 6:4                                                                                |
| 1991 | Gabriela Sabatini                                                                       | Leila Meschi                                                                            | 6:1, 6:1                                                                                |
| 1990 | Martina Navrátilová                                                                     | Jennifer Capriati                                                                       | 6:2, 6:4                                                                                |
| 1989 | Steffi Graf                                                                             | Natalla Zwierawa                                                                        | 6:1, 6:1                                                                                |
| 1988 | Martina Navrátilová                                                                     | Gabriela Sabatini                                                                       | 6:1, 4:6, 6:4                                                                           |
| 1987 | Steffi Graf                                                                             | Manuela Maleewa                                                                         | 6:2, 4:6, 6:3                                                                           |
| 1986 | Steffi Graf                                                                             | Chris Evert-Lloyd                                                                       | 6:4, 7:5                                                                                |
| 1985 | Chris Evert-Lloyd                                                                       | Gabriela Sabatini                                                                       | 6:4, 6:0                                                                                |
| 1984 | Chris Evert-Lloyd                                                                       | Claudia Kohde-Kilsch                                                                    | 6:2, 6:3                                                                                |
| 1983 | Martina Navrátilová                                                                     | Tracy Austin                                                                            | 5:7, 6:1, 6:0                                                                           |
| 1982 | Martina Navrátilová                                                                     | Andrea Jaeger                                                                           | 6:4, 6:2                                                                                |
| 1981 | Chris Evert-Lloyd                                                                       | Pam Shriver                                                                             | 6:3, 6:2                                                                                |
| 1980 | Tracy Austin                                                                            | Regina Maršíková                                                                        | 3:6, 6:1, 6:0                                                                           |
| 1979 | Tracy Austin                                                                            | Kerry Melville Reid                                                                     | 7:6(3), 7:6(7)                                                                          |
| 1978 | Chris Evert                                                                             | Kerry Melville Reid                                                                     | 6:2, 6:0                                                                                |
| 1977 | Chris Evert                                                                             | Billie Jean King                                                                        | 6:0, 6:1                                                                                |
| 1976 | Chris Evert                                                                             | Kerry Melville Reid                                                                     | 6:2, 6:2                                                                                |
| 1975 | Chris Evert                                                                             | Martina Navrátilová                                                                     | 7:5, 6:4                                                                                |
| 1974 | Chris Evert                                                                             | Kerry Melville Reid                                                                     | 6:1, 6:3                                                                                |
| 1973 | Rosie Casals                                                                            | Nancy Richey                                                                            | 3:6, 6:1, 7:5                                                                           |

### Gra podwójna
| Rok  | Zwyciężczynie                                                                           | Finalistki                                                                              | Wynik                                                                                   |
| 2025 | Jeļena Ostapenko Erin Routliffe                                                         | Caroline Dolehide Desirae Krawczyk                                                      | 6:4, 6:2                                                                                |
| 2024 | Ashlyn Krueger Sloane Stephens                                                          | Ludmyła Kiczenok Nadija Kiczenok                                                        | 1:6, 6:3, 10–7                                                                          |
| 2023 | Danielle Collins Desirae Krawczyk                                                       | Giuliana Olmos Ena Shibahara                                                            | 0:6, 6:4, 14–12                                                                         |
| 2022 | Andreja Klepač Magda Linette                                                            | Lucie Hradecká Sania Mirza                                                              | 6:2, 4:6, 10–7                                                                          |
| 2021 | Hailey Baptiste Catherine McNally (18/4)                                                | Ellen Perez Storm Sanders                                                               | 6:7(4), 6-4, 10-6                                                                       |
| 2021 | Nicole Melichar Demi Schuurs (11/4)                                                     | Marie Bouzková Lucie Hradecká (11/4)                                                    | 6:2, 6:4                                                                                |
| 2020 | Turniej drużynowy zorganizowany dla lokalnego szpitala ze względu na pandemię COVID-19. | Turniej drużynowy zorganizowany dla lokalnego szpitala ze względu na pandemię COVID-19. | Turniej drużynowy zorganizowany dla lokalnego szpitala ze względu na pandemię COVID-19. |
| 2019 | Anna-Lena Grönefeld Alicja Rosolska                                                     | Irina Chromaczowa Wieronika Kudiermietowa                                               | 7:6(7), 6:2                                                                             |
| 2018 | Ałła Kudriawcewa Katarina Srebotnik                                                     | Andreja Klepač María José Martínez Sánchez                                              | 6:3, 6:3                                                                                |
| 2017 | Bethanie Mattek-Sands Lucie Šafářová                                                    | Lucie Hradecká Kateřina Siniaková                                                       | 6:1, 4:6, 10–7                                                                          |
| 2016 | Caroline Garcia Kristina Mladenovic                                                     | Bethanie Mattek-Sands Lucie Šafářová                                                    | 6:2, 7:5                                                                                |
| 2015 | Martina Hingis Sania Mirza                                                              | Casey Dellacqua Darija Jurak                                                            | 6:0, 6:4                                                                                |
| 2014 | Anabel Medina Garrigues Jarosława Szwiedowa                                             | Chan Hao-ching Chan Yung-jan                                                            | 7:6(4), 6:2                                                                             |
| 2013 | Kristina Mladenovic Lucie Šafářová                                                      | Andrea Hlaváčková Liezel Huber                                                          | 6:3, 7:6(6)                                                                             |
| 2012 | Anastasija Pawluczenkowa Lucie Šafářová                                                 | Anabel Medina Garrigues Jarosława Szwiedowa                                             | 5:7, 6:4, 10–6                                                                          |
| 2011 | Sania Mirza Jelena Wiesnina                                                             | Bethanie Mattek-Sands Meghann Shaughnessy                                               | 6:4, 6:4                                                                                |
| 2010 | Liezel Huber Nadieżda Pietrowa                                                          | Vania King Michaëlla Krajicek                                                           | 6:3, 6:4                                                                                |
| 2009 | Bethanie Mattek-Sands Nadieżda Pietrowa                                                 | Līga Dekmeijere Patty Schnyder                                                          | 6:7(5), 6:2, 11–9                                                                       |
| 2008 | Katarina Srebotnik Ai Sugiyama                                                          | Edina Gallovits Wolha Hawarcowa                                                         | 6:2, 6:2                                                                                |
| 2007 | Yan Zi Zheng Jie                                                                        | Peng Shuai Sun Tiantian                                                                 | 7:5, 6:0                                                                                |
| 2006 | Lisa Raymond Samantha Stosur                                                            | Virginia Ruano Pascual Meghann Shaughnessy                                              | 3:6, 6:1, 6:1                                                                           |
| 2005 | Conchita Martínez Virginia Ruano Pascual                                                | Iveta Benešová Květa Peschke                                                            | 6:1, 6:4                                                                                |
| 2004 | Virginia Ruano Pascual Paola Suárez                                                     | Martina Navrátilová Lisa Raymond                                                        | 6:4, 6:1                                                                                |
| 2003 | Virginia Ruano Pascual Paola Suárez                                                     | Janette Husárová Conchita Martínez                                                      | 6:0, 6:3                                                                                |
| 2002 | Lisa Raymond Rennae Stubbs                                                              | Alexandra Fusai Caroline Vis                                                            | 6:4, 3:6, 7:6(4)                                                                        |
| 2001 | Lisa Raymond Rennae Stubbs                                                              | Virginia Ruano Pascual Paola Suárez                                                     | 5:7, 7:6(5), 6:3                                                                        |
| 2000 | Virginia Ruano Pascual Paola Suárez                                                     | Conchita Martínez Patricia Tarabini                                                     | 7:5, 6:1                                                                                |
| 1999 | Jana Novotná Jelena Lichowcewa                                                          | Barbara Schett Patty Schnyder                                                           | 6:1, 6:4                                                                                |
| 1998 | Conchita Martínez Patricia Tarabini                                                     | Lisa Raymond Rennae Stubbs                                                              | 3:6, 6:4, 6:4                                                                           |
| 1997 | Mary Joe Fernández Martina Hingis                                                       | Lindsay Davenport Jana Novotná                                                          | 7:5, 4:6, 6:1                                                                           |
| 1996 | Jana Novotná Arantxa Sánchez Vicario                                                    | Gigi Fernández Mary Joe Fernández                                                       | 6:2, 6:3                                                                                |
| 1995 | Nicole Arendt Manon Bollegraf                                                           | Gigi Fernández Natalla Zwierawa                                                         | 0:6, 6:3, 6:4                                                                           |
| 1994 | Lori McNeil Arantxa Sánchez Vicario                                                     | Gigi Fernández Natalla Zwierawa                                                         | 6:4, 4:1 krecz                                                                          |
| 1993 | Gigi Fernández Natalla Zwierawa                                                         | Katrina Adams Manon Bollegraf                                                           | 6:3, 6:1                                                                                |
| 1992 | Arantxa Sánchez Natalla Zwierawa                                                        | Łarysa Neiland Jana Novotná                                                             | 6:4, 6:2                                                                                |
| 1991 | Claudia Kohde-Kilsch Natalla Zwierawa                                                   | Mary Lou Daniels Lise Gregory                                                           | 6:4, 6:0                                                                                |
| 1990 | Martina Navrátilová Arantxa Sánchez                                                     | Mercedes Paz Natalla Zwierawa                                                           | 6:2, 6:2                                                                                |
| 1989 | Hana Mandlíková Martina Navrátilová                                                     | Mary Lou Daniels Wendy White-Prausa                                                     | 6:4, 6:1                                                                                |
| 1988 | Lori McNeil Martina Navrátilová                                                         | Claudia Kohde-Kilsch Gabriela Sabatini                                                  | 6:2, 2:6, 6:3                                                                           |
| 1987 | Mercedes Paz Eva Pfaff                                                                  | Zina Garrison Lori McNeil                                                               | 7:6(6), 7:5                                                                             |
| 1986 | Chris Evert Anne White                                                                  | Steffi Graf Catherine Tanvier                                                           | 6:3, 6:3                                                                                |
| 1985 | Rosalyn Fairbank Pam Shriver                                                            | Swietłana Parchomienko Łarysa Sawczenko                                                 | 6:4, 6:1                                                                                |
| 1984 | Claudia Kohde-Kilsch Hana Mandlíková                                                    | Anne Hobbs Sharon Walsh                                                                 | 7:5, 6:2                                                                                |
| 1983 | Martina Navrátilová Candy Reynolds                                                      | Andrea Jaeger Paula Smith                                                               | 6:2, 6:3                                                                                |
| 1982 | Martina Navrátilová Pam Shriver                                                         | Joanne Russell-Longdon Virginia Ruzici                                                  | 6:1, 6:2                                                                                |
| 1981 | Wendy Turnbull Rosie Casals                                                             | Mima Jaušovec Pam Shriver                                                               | 7:5, 7:5                                                                                |
| 1980 | Kathy Jordan Anne Smith                                                                 | Candy Reynolds Paula Smith                                                              | 6:2, 6:1                                                                                |
| 1979 | Rosie Casals Martina Navrátilová                                                        | Françoise Durr Betty Stöve                                                              | 6:2, 7:5                                                                                |
| 1978 | Billie Jean King Martina Navrátilová                                                    | Mona Guerrant-Schallau Greer Stevens                                                    | 6:3, 7:5                                                                                |
| 1977 | Rosie Casals Chris Evert                                                                | Françoise Durr Virginia Wade                                                            | 1:6, 6:2, 6:3                                                                           |
| 1976 | Linky Boshoff Ilana Kloss                                                               |                                                                                         |                                                                                         |
| 1975 | Evonne Goolagong Virginia Wade                                                          | Rosie Casals Olga Morozowa                                                              | 4:6, 6:4, 6:2                                                                           |
| 1974 | Rosie Casals Olga Morozowa                                                              | Helen Gourlay-Cawley Karen Krantzcke                                                    | 6:2, 6:1                                                                                |
| 1973 | Françoise Durr Betty Stöve                                                              | Rosie Casals Billie Jean King                                                           | 3:6, 6:4, 6:3                                                                           |